# Петченко Олександр Матвійович
Петченко Олександр Матвійович (нар. 20 січня 1939 р., с. Леськине, Ворошиловградська обл.) — фахівець у галузі фізики твердого тіла і фізичної акустики, розробник комплексу високопрецизійної вимірювальної техніки і новітніх фізичних експериментальних технологій для всебічного проведення акустичної спектроскопії кристалів і термоактиваційного аналізу рухливості дислокацій в квазіпружній і пластичній області деформацій, доктор фізико-математичних наук (1992 р.), професор кафедри фізики ХІІМГ (1993 р.), завідувач кафедри фізики ХДАМГ (2000 р.), заслужений професор ХНУМГ ім. О. М. Бекетова (2016 р.).

## Біографія
Народився Олександр Матвійович 20 січня 1939 р. у селі Леськине Ворошиловградської області.
У 1957 р. закінчив середню школу.
1957—1959 рр. — отримав першу професію — «механік по ремонту промислового устаткування» (лекальник 5-го розряду) у технічному училищі міста Красний Луч Луганської області.
1959—1961 рр. — військова служба у Харківській артилерійській радіотехнічній академії імені Л. О. Говорова, де став фахівцем з практичної радіоелектроніки.
1962—1967 рр. — студент фізичного факультету ХДУ імені О. М. Горького (сьогодні — ХНУ ім. В. Н. Каразіна).
1968—1970 рр. — стажист-дослідник в Інституті біофізики АН СРСР в лабораторії відомого вченого кристалографа проф. О. І. Китайгородського; спеціалізоване конструкторське бюро (СКБ) біологічного приладобудування АН СРСР.
1970—1973 рр. — аспірант кафедри фізики твердого тіла ХДУ ім. О. М. Горького під керівництвом відомого фізика проф. В. І. Старцева.
1973—1975 рр. — старший науковий співробітник кафедри фізики твердого тіла ХДУ ім. О. М. Горького.
1975 р. — захистив кандидатську дисертацію «Дослідження коефіцієнта гальмування дислокацій в монокристалах KCL і LiF методом внутрішнього тертя».
1976 р. — розпочав науково-викладацьку діяльність на кафедрі фізики на посадах: асистента, старшого викладача, доцента в ХІІКБ (сьогодні — ХНУМГ ім. О. М. Бекетова).
1983 р. — присвоєно вчене звання доцента кафедри фізики ХІІКБ; водночас була створена наукова лабораторія «Акустичної спектроскопії», яка розміщалась на базі Харківської артилерійської радіотехнічної академії імені Л. О Говорова.
1992 р. — захистив докторську дисертацію  «Фізичні закономірності динамічних і релаксаційних процессів в акустичних кристалах» отримамавши диплом доктора фізико-математичних наук.
1993 р. — професор кафедри фізики ХІІМГ (сьогодні — ХНУМГ ім. О. М. Бекетова).
1997 р. — отримав Certificate of Recognition of The Marquis Who's Who Publications Board (USA).
Із 2000 р. — завідувач кафедри фізики ХДАМГ (сьогодні — ХНУМГ ім. О. М. Бекетова).
2005 р. — нагороджений Дипломом переможця обласного конкурсу «Вища школа Харківщини — кращі імена» в номінації «Викладач фундаментальних дисциплін».
2013 р. — отримав подяку Харківського міського голови за багаторічну сумлінну працю, особистий внесок у підготовку висококваліфікованих спеціалістів і наукових кадрів, плідну науково-педагогічну діяльність.
2016 р. — присвоєно почесне звання «Заслужений професор ХНУМГ ім. О. М. Бекетова».
2017 р. — отримав Почесну грамоту виконкому Харківської міської ради за сумлінну і плідну працю, високий професіоналізм.
2019 р. — отримав Сертифікат Національної академії наук України про занесення до видання «Золотий фонд нації. Науково-освітній потенціал України».

## Педагогічна діяльність
Після захисту кандидатської дисертації О. М. Петченко розпочав науково-викладацьку діяльність на кафедрі фізики на посадах: асистента, старшого викладача, доцента Харківського інституту інженерів комунального будівництва (ХНУМГ ім. О. М. Бекетова). Олександр Матвійович керував підготовкою і розробкою лабораторного обладнання «Фізичного практикуму», що допомогало студентам отримувати табличні значення фундаментальних фізичних величин. Ним було створено 14 оригінальних установок для лабораторії «Механіка», а також розроблено і суттєво модернізовано ще 30 лабораторних установок для лабораторій: «Молекулярної фізики», «Електромагнетизму» та «Оптики».
Викладачі кафедри фізики на чолі з Олександром Матвійовичем проводять всеукраїнські студентські олімпіади, готують зі студентами наукові доповіді до участі у наукових конференціях з актуальних питань фізики. Переможцями всеукраїнської студентської олімпіади стали 6 студентів факультету Електропостачання та освітлення міст (ЕОМ), Інженерної екології міст (ІЕМ), Містобудівельного (МБ) факультету; призерами всеукраїнської студентської олімпіади з навчальної дисципліни «Фізика» стали 9 студентів факультетів ЕОМ, ІЕМ, МБ, Електротранспорту (ЕТ), Транспортних систем і технологій (ТСТ).
За роки викладацької роботи О. М. Петченком було підготовлено 25 науково-методичних і 55 навчально-методичних праць.

## Наукова діяльність
Наукові інтереси Олександра Матвійовича Петченка відносяться до фундаментальних експериментальних досліджень квантових механізмів фонон-дислокаційних взаємодій; ефектів дисперсії швидкості пружних хвиль УВЧ-діапазону; резонансних і релаксаційних дислокаційних явищ; квантових процесів скидоутворення в кристалах, термоактиваційних явищ; а також ефектів, що виникають при зміні дислокаційної структури, температури, деформації і радіаційних дефектів на поведінку задемпфованого дислокаційного резонансу в діапазоні частот 7,5–247,5 МГц. Проф. О. М. Петченко є розробником комплексу високопрецизійної вимірювальної техніки і новітніх фізичних експериментальних технологій, необхідних для всебічного проведення акустичної спектроскопії кристалів і термоактиваційного аналізу рухливості дислокацій в квазіпружній і пластичній області деформацій. Ці дослідні дані, отримані О. М. Петченком, стали основою для ретельної перевірки правильності багатьох фізичних теорій, що описують зазначені процеси. Його статті надруковані в журналах, які індексуються у наукометричних базах Scopus і Web of Science.

## Публікації
Петченко О. М. — автор та співавтор понад 260 наукових праць, серед яких: навчальних посібників — 5;
навчально-методичних видань та конспектів лекцій — 75;
наукових статей та тез доповідей — 177;
із них 22 статті в Scopus і 28 в Web of Science.
Його ім'я занесене до книг про видатні постаті сучасності:
1. «Who's Who in the World», New Providence. USA, 14 Edition, 1997, p. 1132.
2. «2000 Outstanding People of the 20 th Century», International Biografical Centre, Cambridge, England, 1998, p. 190.
3. «Who's Who in the World», New Providence. USA, 16 Edition, 1999, p. 1260.
4. «Науковці України — еліта держави» (Україна, Київ, 2014 р., Кн. 3, С. 228).
5. «Золотий фонд нації. Українці: творчість, інновації, інвестиції» (Україна, Київ, 2019 р., С. 82).

## Нагороди
- Заслужений професор ХНУМГ ім. О. М. Бекетова (2016 р.),
- Certificate of Recognition of The Marquis Who's Who Publications Board (USA, 1997 р.),
- сертифікат Національної академії наук України про занесення до видання «Золотий фонд нації.
- Науково-освітній потенціал України» (2019 р.),
- грамота Головного управління освіти і науки Харківської обласної державної адміністрації
- Дипломом переможця обласного конкурсу «Вища школа Харківщини — кращі імена» в номінації «Викладач фундаментальних дисциплін» (2005 р.),
- почесна грамота виконкому Харківської міської ради за сумлінну і плідну працю, високий професіоналізм, вагомий внесок у підготовку кваліфікованих фахівців і науково-педагогічних кадрів (2017 р.)